# Psammoecus pictus
Psammoecus pictus es una especie de coleóptero de la familia Silvanidae.

## Distribución geográfica
Habita en Borneo (Asia).